# Лили Друмева
Лили Друмева-О'Райли е българска кънтри певица, основател и лидер на кънтри групата „Lilly of the West“, радио водещ, импресарио, директор на фондация „Български център по предприемачество“ и организатор на фестивала „Sofia Singer Songwriter Fest“..

## Биография и творчество
Родена е през 1970 г. Нейни родители са Емилия и Христо Друмеви.
През 1996 година се среща с кънтри музиката по време на студентските си години във Виена. Тогава започва своя музикален път. Първо музикално вдъхновение получава от концертите в Австрия на кънтри певицата Емилу Харис Emmylou Harris, както и от изпълненията на известната блуграс певица и цигуларка Алисън Краус Alison Krauss.
След завръщането си в България събира музиканти и основава легендарната кънтри група „Lilly of the West“ – основоположник на жанра в България, с която изнасят голям брой концерти в България, Европа и САЩ, записват множество албуми и участват на престижни международни фестивали.
Между 2000 и 2003 година Лили живее в Лондон, работи за BBC и създава кънтри трио заедно с британските музиканти Рик Таунънд и Рози Дейвис.
Отново поема към България и осъществява съвместни записи с Jesse Brock (мандолинист на годината в САЩ за 2009 и 2015 година), Al Goll (добро китара)., както и с чешките музиканти братята Luboš Malina Любош (банджо) и Пепа Малина (цигулка), с които изнасят концерти в България и Европа и добиват широка популярност в кънтри и блуграс общността.
Заедно с китаристът Коста Ланджов Лили осъществява съвместния проект „Celtic dream“, темата за ирландската музика е близка за нея.
С Николай Николов, китара и вокал, създават дуо за авторска музика, а заедно с китариста и поет Красимир Първанов – проект с песни от целия свят на много езици. Лили е лауреат на конкурси от типа поети с китара, провели се в Ловеч, Разград, Бургас, София. Има успешни изяви и в Румъния с песни на румънски език.
През 2015 година организира турне на шоуто „Каубои и индианци – в музика и стих“. През 2013 година получава стипендия по програма Фулбрайт за изучаване на кънтри и блуграс жанровете в щатите Кентъки и Тенеси, САЩ.
Автор е на книгата „Настроение с Лили – музика в 50 теми“ (издателство „Сиела“).
Основател е на фестивала за автори-изпълнители "Sofia Singer Songwriter Fest".
Радио водещ с авторско предаване по Радио Софияи Дарик Радио.
Наред с музикалната си дейност, Лили Друмева работи и като директор на фондация „Български център по предприемачество“.

## Дискография

### Самостоятелни албуми
- „Lilly & Gerhard“ (Австрия, с Герхард Юнг) 1994
- „Lilly & Rosie“ (Великобритания, с Рози Дейвис и Рик Таунанд) 2002
- „Live demos“ (САЩ, с Джеси Брок и Ал Гол) 2005
- „Strong machine“ 2009
- „Drumul“ 2019

### С група Lilly of the West
- 1996 „Lilly of the West“
- 1998 „Live in Holland“
- 1999 „Dear & kind“
- 2003 „A Collection“
- 2007 „Time after time“
- 2009 „Lovin’ you“
- 2011 „Swings & heartaches“
- 2022 „Swings & heartaches volume 2“
- 2024 "The Christmas album"

### Други записи
- 1997 „Бъди до мен“ (конкурс Златен орфей)
- 2008 „Нова година“ (с Наско Стефанов)
- 2022 „Сухата трева“ (с Ивайло Михайлов)